# Raidansaari (ö i Mellersta Finland)
Raidansaari är en ö i Finland. Den ligger i sjön Kankarisvesi och i kommunen Jämsä i den ekonomiska regionen  Jämsä  och landskapet Mellersta Finland, i den södra delen av landet, 200 km norr om huvudstaden Helsingfors. Öns area är 4,1 hektar och dess största längd är 300 meter i sydöst-nordvästlig riktning.